# Organización del régimen oligárquico argentino
Los grupos dirigentes en Argentina conservaron su adhesión al liberalismo que afirmaba los principios de la soberanía  y de la igualdad de derechos para todos los miembros de la sociedad. Desde 1880 en adelante, el crecimiento de la riqueza producida en el país consolidó el poder económico de un grupo social cuyos miembros se consideraron “los más aptos” para ser gobernantes. Por esta razón, aunque el régimen político se mantuvo basado en las reglas de la democracia política, los ciudadanos ejercían el derecho de sufragio y elegían representantes, al mismo tiempo se fue consolidando un sistema de gobierno que depositaba el ejercicio del poder en una minoría y restringía la participación política de la mayor parte de la sociedad argentina.
Esta contradicción entre la teoría y la práctica política es lo que permite caracterizar como oligárquico al régimen que se organizó a partir de 1880. Este calificativo deriva del concepto de Oligarquía, palabra que proviene del griego y que significa "gobierno de  dominante" estuvo integrada por un sector compuesto específicamente de políticos.
El mantenimiento de una democracia oligárquica no generó tensiones mientras la política se mantuvo como una actividad en la que no tenía interés la mayor parte de la sociedad, porque no la relacionaba con su vida cotidiana. El proceso de expansión económica que atravesaba el país contribuyó para que inmigrantes y nativos tuvieran oportunidades de mejorar sus condiciones de vida y lograr el ascenso social, aunque no ejercieran sus derechos políticos.

## Las diferencias entre habitantes y ciudadanos
Durante la segunda mitad del siglo XIX cientos de miles de inmigrantes extranjeros se establecieron en el país y de acuerdo con el artículo 24 de la Constitución Nacional gozaban de los mismos derechos civiles que los argentinos y no estaban obligados a adoptar la ciudadanía. Los derechos políticos sólo correspondían a los extranjeros si adquirían la ciudadanía argentina, en cuyo caso estaban sujetos a prestar servicio de armas en las mismas condiciones que los nativos. La gran mayoría de los inmigrantes no se nacionalizó. Sarmiento, que había defendido la necesidad de realizar un "trasplante demográfico" y lo había impulsado, afirmaba hacia 1880: "Roca hace y hará lo que quiera, para eso tiene, una República sin ciudadanos, sin opinión pública, educada por la tiranía y corrompida en los últimos tiempos por la gran masa de "inmigración sin patria allá, ni acá, sin ideas de gobiernos ni otros propósitos que buscar dinero por todos los caminos, con preferencia de los peores en el sentido, de la honradez!.

## La selección de los funcionarios del Estado
Como no existían partidos ni otras instituciones políticas con estructuras formales y burocratizadas, las funciones que estos cumplen habitualmente para la selección de funcionarios fueron ejecutadas por los grupos de familias o de amigos, constituidos sobre la base de lealtades particulares (la misma familia, las amistades de la universidad, o el club). La Universidad (la Facultad de Derecho especialmente) desempeñó el papel más significativo en el proceso de reclutamiento de Funcionarios y líderes políticos. Los grupos de familias tradicionales, el club (el Club del Progreso primero, el hockey Club después), las Facultades de Derecho de las Universidades de Buenos Aires y de Córdoba, fueron las instituciones básicas de comunicación, entre los miembros de la oligarquía y sobre todo, de reclutamiento de funcionarios para ejercicio del gobierno.

## El fraude electoral
El otro recurso en el que se basaba el funcionamiento de este sistema de gobierno fue el fraude electoral. A partir de 1880, la clase gobernante mantuvo las reglas de la democracia política: convocó a elecciones en el orden nacional, provincial y municipal; y, como desde 1863, las sucesivas leyes electorales nunca restringieron el derecho de sufragio de los ciudadanos sobre la base de una determinada capacidad económica o cultural. Sin embargo, el gobierno controlaba los comicios interviniendo de diferentes formas en el momento de la emisión del voto por parte de los ciudadanos. Intervenía en las comisiones empadronadoras que conformaban el registro electoral y, con las ventajas que le daba el hecho de que el voto era voluntario y no era secreto, organizaba el voto colectivo, el voto doble, la repetición del voto y la compra de sufragios. Por estos medios, aseguraba que los representantes elegidos para integrar las asambleas legislativas fueran personas que estaban de acuerdo con el gobierno.

## La concentración de poder en el presidente
Un opositor al gobierno en 1890 afirmaba: “el presidente de la república ejerce de hecho toda la suma del poder público; tiene en sus manos las riendas del poder municipal, las llaves de los bancos, la tutela de los gobiernos de provincia, la voz y el voto de los miembros del congreso y hasta maneja los resortes el poder judicial; desempeña además lo que se llama la jefatura del partido dominante, partidos cuyos miembros son entidades pasivas, que no deliberan ni resuelven nada, ni ejercitan funciones públicas y se han acostumbrado a mendigar al jefe como favor las posiciones que debieran ganar en el comicio con un derecho” (dijo Joaquín Castellanos)

## La Generación del 80 y el 90
La Generación del 80 y el 90 es una de las formas de nombrar al conjunto de hombres que tuvieron a su cargo la dirección económica, política y cultural del país entre los años 1880 y 1890. Estos hombres, que formaron parte del gobierno y de la administración pública durante las presidencias de Julio Argentino Roca y Juárez Celman, no tenían todos la misma edad y algunos de ellos tenían diferentes opiniones sobre algunos temas. Sin embargo, es posible identificarlos como un grupo porque compartieron un conjunto coherente de principios e ideas fundamentales que convirtieron en objetivos de sus acciones de gobierno. Su proyecto de desarrollo caracterizó la organización de la economía y la sociedad desde 1880 y, en gran medida, influyó en el desarrollo posterior de la Argentina.
El programa de los hombres de la generación del 80 nunca fue enunciado explícitamente en forma integral, pero se puso de manifiesto a través de los discursos políticos y parlamentarios, los mensajes presidenciales, la correspondencia, y las notas periodísticas, por ejemplo. En este programa se diferencian dos aspectos: el político y el económico.
Desde el punto de vista político, los primeros objetivos de la Generación del 80 fueron legalizar el poder y pacificar el país; y estos se cumplieron durante la primera presidencia de Julio A. Roca, que logró concretar su lema de "paz y administración". El cumplimiento de estos objetivos políticos consolidó las instituciones indispensables para la puesta en marcha de su programa económico.
Desde el punto de vista económico, el programa buscaba promover el desarrollo de los recursos materiales. Fundamentada en el libre cambio, la política económica de la Generación del 80 puso el acento en la atracción de los inmigrantes y los capitales extranjeros, factores fundamentales para poner en producción las enormes praderas cultivables y lograr la integración a los mercados mundiales. Esta política no era diferente de la que se venía formulando desde 1862, pero la solución de los problemas institucionales y la consolidación de un Estado nacional permitieron, a partir de 1880, acelerar e intensificar su aplicación.
Para los hombres de la Generación del 80 la continuidad de la expansión económica era la garantía del progreso. Pensaban, además, que el progreso estaba asegurado si se confiaba en las fuerzas automáticas del mercado como reguladoras de las actividades productivas.

## El debate sobre la educación
Con el propósito de discutir las bases del tipo de educación y de escuela que más le convenía al país, en 1882 se reunió en Córdoba un Congreso Pedagógico al que asistieron delegados; nacionales e importantes personalidades extranjeras. El Congreso, con una mayoría de congresales que tenían una orientación ideológica liberal y positivista, llegó a las siguientes conclusiones: la enseñanza en las escuelas comunes debía ser gratuita y obligatoria; debía disponer de rentas propias; recomendó la supresión de premios y castigos aflictivos, la implantación de un mínimo obligatorio de materias, condiciones de higiene escolar y la organización del cuerpo docente, entre otros temas. Algunos congresales que representaban el liberalismo democrático fundamentaron su propuesta de una escuela común, obligatoria y gratuita, planteando la relación entre la lectura y sufragio. Desde este punto de vista, sostuvieron que el sufragio universal era una aberración si de cien votantes que concurrían a los comicios, noventa no sabían leer ni escribir.

## Las consecuencias políticas de la crisis económica de 1890
Hacia 1890, la estabilidad del sistema de gobierno oligárquico se basaba en la pasividad política de la gran parte de la población 
y, a su vez, el escaso interés por la participación política dependía, entre otros motivos de la continuidad de la expansión económica.
Por estas razones, los problemas financieros que, desde mediados de la década de 1880, afectaron el nivel de ingresos de todos los grupos sociales, pusieron en crisis la estabilidad del gobierno y favorecieron la organización de la oposición política.
Por un complejo conjunto de causas, desde 1885 comenzó un proceso de pérdida de valor del peso argentino frente al oro, que era el medio de pago internacional. Uno de los resultados de este proceso fue la inflación que modificó los precios internos de la economía argentina (cada vez eran necesarios más pesos para comprar la misma cantidad de unidades de un producto).
Esta inflación resultaba beneficiosa para los sectores de la población vinculados con el negocio de la exportación, particularmente los terratenientes exportadores, que recibían oro como pago por sus exportaciones, y también los colonos, comerciantes y transportistas. Pero perjudicaba a los sectores que dependían de ingresos fijos, como los empleados en las empresas y comercios privados y en la administración pública, y los obreros, cuyos salarios no crecían con la misma rapidez que la desvalorización del peso. Entre 1887 y 1889, en Buenos Aires y Rosario tuvo lugar el primer movimiento huelguístico de importancia en el país, protagonizado por obreros ferroviarios, luego se extendió entre zapateros, albañiles y carpinteros, que exigían cobrar su salario en oro. Ante estas manifestaciones de descontento social, la oposición política ganó confianza e inició una revolución con el objetivo de derrocar al gobierno.

## La Revolución del 90
La Unión Cívica, agrupación reorganizada por Bartolomé Mitre y Leandro N. Alem, inició los movimientos de la oposición, descontenta por lo que consideraba corrupción y falta de responsabilidad en el gobierno. Puso en práctica una modalidad política que no era habitual en el país: invitó a toda la población que estuviera en desacuerdo con el gobierno a reuniones abiertas. En abril de 1890, en el mitin del Frontón, se reunió una multitud que manifestó su desacuerdo con el gobierno.
La situación del gobierno se agravó porque algunos grupos del Partido Autonomista Nacional le retiraron su apoyo. Julio Argentino Roca y Carlos Pellegrini no estaban de acuerdo con las políticas de gobierno que Juárez Celman había desarrollado, porque consideraban que el poder había caído en manos de "niños irresponsables", como calificaban a los sostenedores del presidente.
La Unión Cívica y los grupos del PAN que respondían a Roca estaban de acuerdo en que era necesario terminar con la corrupción administrativa que se había generalizado y restaurar el orden en las finanzas del Estado. Pero no estaban de acuerdo en los objetivos políticos que debía tener el movimiento contra el gobierno.
Roca y Pellegrini buscaban recuperar el poder político para depositarlo en manos conservadoras y confiables para asegurar la continuidad del sistema de gobierno oligárquico. La Unión Cívica, particularmente el sector que lideraba Leandro N. Alem, en cambio, se proponía modificar en algunos aspectos el sistema de gobierno. El 26 de julio de 1890 se produjo el enfrentamiento armado. La Unión Cívica estaba apoyada por un sector del ejército y el gobierno contaba con la policía. Sin embargo, la revolución fue derrotada, porque ante la posibilidad de que si la revolución triunfaba Leandro N. Alem fuera presidente de la República, los militares rebeldes sólo desarrollaron movimiento defensivos. De todos modos, sin el apoyo del ejército ni de los sectores más poderosos del PAN, el presidente Juárez Celman renunció.
Con el acuerdo de una parte de la Unión Cívica, el vicepresidente Carlos Pellegrini asumió la presidencia con el objetivo de restablecer el poder de la clase gobernante. Aunque el poder y el gobierno continuaron en manos de los grupos más conservadores, la experiencia de 1890 sentó las bases de la organización de una nueva oposición política al régimen vigente.

## El nacimiento de la Unión Cívica
El 1° de septiembre de 1889 en el mitin. celebrado en el Jarrón W riada con la presencia de 15.000 personas, quedó constituida la Unión Cívica de la Juventud. El mitin fue organizado por Leandro N. Alem y otros viejos y jóvenes políticos. Bartolomé Mitre y otros dirigentes mandaron su adhesión. En esa reunión contra el gobierno de Juárez Celman convergieron los obreros, empleados y artesanos empobrecidos por la desvalorización de sus ingresos reales, los productores agropecuarios perjudicados por la baja de los precios de las exportaciones, los comerciantes arruinados por la paralización de los negocios, los especuladores y bolsistas en bancarrota, los católicos descontentos por las leyes laicas, la clase media oprimida por una política que le cerraba el acceso al poder y a la riqueza, y los inversores europeos.
Al terminar la reunión, un comisario le transmitió a Alem la adhesión de una logia de 33 militares, dispuestos a combatir' por "el respeto de la voluntad popular".
El 13 de abril de 1890, en el mitin del Frontón, la Unión Cívica de la Juventud se transformó en la Unión Cívica.
Nunca se dio en la Argentina una coalición política de la amplitud de la Unión Cívica. Tampoco ninguna que representara tantos factores reales de poder. Era, sin embargo, frágil y circunstancial, pues se la subordinaba al único objetivo de aislar y derrocar al presidente

## La crisis del régimen oligárquico
Después de la crisis de 1890, que se prolongó hasta 1895, la reorganización de la política financiera y un nuevo auge de las exportaciones tuvieron como resultado el restablecimiento del bienestar económico entre una gran parte de la población. En el plano político, luego de la revolución, nada parecía haber cambiado en el funcionamiento del sistema de gobierno.
Hasta 1910 se sucedieron los gobiernos de presidentes que no tenían el apoyo político real de sectores amplios de la sociedad. Por el contrario, su mantenimiento o no en el gobierno dependía de si contaban con el apoyo, o no, de los notables del PAN o de otros grupos de la clase gobernante. Las decisiones y acciones de Roca o de Mitre fueron fundamentales para definir las sucesiones presidenciales o los gabinetes que debían acompañar al primer mandatario. Este personalismo se vio favorecido porque el partido político del gobierno, el PAN, no era una organización en la que se discutían proyectos y políticas ni se reclutaba a los hombres más capacitados para ponerlos en práctica desde el gobierno. El PAN y todos los partidos políticos que se habían organizado hasta entonces eran, en primer lugar, agrupaciones personalistas que apoyaban al hombre fuerte de turno y que compartían sus principios ideológicos.

## La nueva oposición política: la Unión Cívica Radical
Desde 1890, la Unión Cívica había aparecido como una organización que produjo un cambio en el modo de hacer política. Sus dirigentes, aun cuando formaban parte de la clase gobernante, impugnaron la legitimidad del régimen sostenido por la exclusión y el fraude electoral.
La revolución de 1890 no logró cambiar los fundamentos del sistema de gobierno oligárquico: sólo había desplazado a un sector de la oligarquía que fue reemplazado por otro. Frente a esta situación, y en ocasión de la sucesión presidencial de 1892, la Unión Cívica se fragmentó en dos líneas opuestas. La Unión Cívica Nacional conducida por Bartolomé Mitre y la Unión Cívica Radical liderada por Leandro N. Alem. La Unión Cívica Nacional propuso el acuerdo con el gobierno y en los años siguientes sus dirigentes y partidarios integraran los gabinetes y ocuparon cargos legislativos y en la administración del Estado.